# Almazán

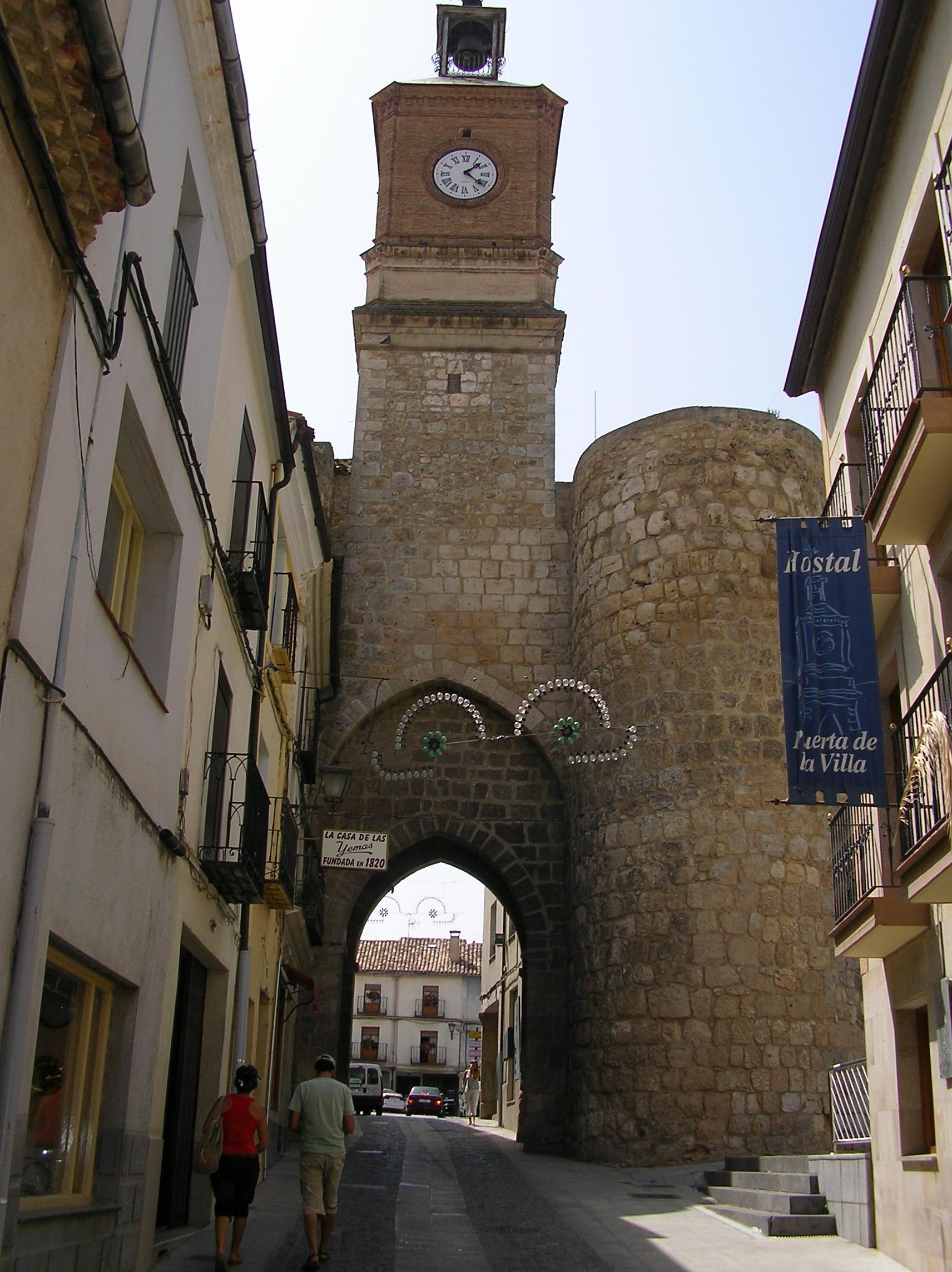
Almazán

Almazán – jest hiszpańskim miastem w regionie Kastylia i León położonym w prowincji Soria.

## Położenie
Miasto leży 32 km na południe od stolicy prowincji i 192 kilometrów od Madrytu. 